# Masalia rosea
Masalia rosea är en fjärilsart som beskrevs av M.Gaede 1915. Masalia rosea ingår i släktet Masalia och familjen nattflyn. Inga underarter finns listade i Catalogue of Life.